# Ludowa Republika Bułgarii
Ludowa Republika Bułgarii (bułg. Народна република България) – oficjalna nazwa Bułgarii będącej częścią bloku wschodniego w okresie rządów Bułgarskiej Partii Komunistycznej. Nazwa ta obowiązywała od 15 września 1946 do 15 listopada 1990, kiedy zastąpiono ją nazwą Republika Bułgarii.

## Historia
Republika ludowa powstała 15 września 1946 roku. Przemianę Carstwa Bułgarii w republikę ludową (po ówczesnej likwidacji monarchii i opozycji) przeprowadzili premier Kimon Georgiew i popierająca go Bułgarska Partia Robotnicza. W nowym państwie rzeczywistą władzę objął premier i sekretarz generalny BPR Georgi Dymitrow. Od początku istnienia państwa pełnia władzy należała do ponadpartyjnej organizacji Front Ojczyźniany (bułg. Отечествен фронт), której sztandarowym przedstawicielem była powstała w 1948 roku Bułgarska Partia Komunistyczna.
Dymitrow sprawował rządy polegające na wdrożeniu w Bułgarii ustroju stalinowskiego, przeprowadzając dalszą likwidację opozycji oraz prowadząc politykę niesamodzielnej współpracy z ZSRR. Znaczącą zmianę w relacjach międzynarodowych ludowej Bułgarii przyniosło zwycięstwo komunistów w Jugosławii, coraz poważniej rozważana była możliwość powołania federacji obu państw (Federacja Bałkańska). Josip Broz Tito opowiadał się przy tym za nadaniem Bułgarii statusu kolejnej republiki jugosłowiańskiej, podczas gdy Dymitrow chciał związków dwóch równorzędnych podmiotów – w efekcie w 1947 roku oba kraje podpisały jedynie umowę sojuszniczą.
Partii nie ominęły też charakterystyczne dla tego okresu czystki we własnych szeregach – w kwietniu 1949 roku wicepremier rządu Trajczo Kostow został odwołany ze stanowiska, a następnie oskarżony o szpiegostwo i skazany na śmierć po procesie pokazowym.
Georgi Dymitrow zmarł w 1949 roku; według niektórych źródeł został zabity na rozkaz radzieckiego dyktatora Józefa Stalina, który w ostrych słowach krytykował politykę prowadzoną przez Bułgarię.
Po śmierci Dymitrowa na czele partii i państwa na krótko stanął Wasił Kołarow, zastąpiony w 1950 roku przez Wyłko Czerwenkowa. Czerwenkow sprawował rządy na wzór stalinowski i rozwinął kult swojej osoby. W okresie pełnienia przez niego urzędu premiera kontynuowano rozpoczętą w 1949 roku kolektywizację rolnictwa, która w 1952 roku objęła 60% gruntów rolnych. W 1953 roku Czerwenkow ogłosił zmianę kursu gospodarczego, zapowiadając zwiększenie inwestycji w dobra konsumpcyjne i budownictwo mieszkaniowe, przy zmniejszeniu tempa rozwoju przemysłu ciężkiego. Po śmierci Stalina, pod naciskiem nowych władz ZSRR, częściowo złagodził kurs polityki wewnętrznej, ogłaszając w lipcu 1953 roku amnestię dla więźniów politycznych. W roku następnym na V zjeździe partyjnym Todor Żiwkow zażądał, by partia – na wzór radziecki – podjęła walkę z kultem jednostki. W kwietniu 1956 roku jego działalność skrytykowało w podobnym duchu plenum KC BPK. Urząd premiera zyskał wtedy Anton Jugow. Z poparciem Nikity Chruszczowa, Todor Żiwkow stopniowo do 1962 roku pozbawił Czerwenkowa wszystkich stanowisk i doprowadził do jego usunięcia z partii.
Pod rządami Żiwkowa w BPK osądzono i odsunięto od władzy Czerwenkowa i Jugowa, wypuszczono na wolność więźniów politycznych, a także zrehabilitowano Trajcza Kostowa. Oficjalnie potępiono kult jednostki i skrytykowano błędy popełnione w minionych latach. Liberalne reformy Żiwkowa nie spodobały się bułgarskim ortodoksom partyjnym. Gdy Żiwkow w czasie rozłamu radziecko-chińskiego w 1965 roku poparł stronę ZSRR, nastawieni prochińsko konserwatywni działacze partii podjęli nieudaną próbę puczu, która została rozbita przez rząd.
W pierwszej połowie lat 60. XX wieku Żiwkow podjął inicjatywę bliskiej „integracji” z ZSRR. Działania te przez niektórych publicystów miały doprowadzić do utworzenia z Bułgarii szesnastej republiki sowieckiej, przy czym pogląd ten nie jest na ogół podzielany przez środowisko naukowe, w tym historyków, choć niektórzy badacze (w tym bułgarscy, np. Ł. Stojanow i Ż. Lefterow) twierdzą, że taka perspektywa była rzeczywistym celem Żiwkowa. Dokumenty z tamtego okresu wskazują, że zarówno Żiwkow ze strony bułgarskiej, jak i Chruszczow ze strony radzieckiej rozumieli ideę „integracji” przede wszystkim (a w każdym razie w pierwszym etapie) jako ściślejsze związanie gospodarcze Bułgarii ze Związkiem Radzieckim. 
Ponowną próbę uzyskania od ZSRR specjalnego traktowania Bułgarii pod hasłem „integracji” obu państw podjął Żiwkow po tym, jak Chruszczowa zastąpił w KPZR Leonid Breżniew. Rozmowy na ten temat rozpoczął podczas swojej wizyty w Moskwie, którą odbył w dniach 13–18 listopada 1972 roku. Zabiegi te jednak nie doprowadziły jednak do znaczących zmian w oczekiwanym przez Żiwkowa kierunku. Breżniew nie chciał dopuścić do zbyt daleko idącego „zjednoczenia”, obawiając się m.in. reakcji innych państw bloku wschodniego.
Rządy komunistów bułgarskich wywarły znaczący wpływ na gospodarkę narodową. Na mocy specjalnej uchwały z końca 1946 roku niemal wszystkie krajowe przedsiębiorstwa zostały znacjonalizowane. W kraju rozpoczął się proces szybkiej industrializacji. Pod rządami BPK bułgarska gospodarka narodowa rozwijała się do lat 80. stosunkowo stabilnie. Bezrobocie było znikome, jednak utrzymanie go na niskim poziomie wiązało się ze wzrostem biurokracji i spadkiem efektywności pracy. Utrzymanie stabilnej produkcji było możliwe dzięki współpracy z ZSRR. Związek Radziecki otworzył swój rynek dla bułgarskich wyrobów, zapewnił dostawy ważnych surowców po preferencyjnych cenach, a także udzielał Bułgarii bezzwrotnej pomocy. Ceną za te korzyści było całkowite uzależnienie polityczne i gospodarcze Ludowej Republiki Bułgarii od ZSRR, które pod koniec lat 80. przyczyniło się do kryzysu gospodarczego w kraju.
Żiwkow w latach 80. zainicjował tzw. proces odrodzenia, którego przejawem była m.in. przymusowa zmiana turecko brzmiących imion i nazwisk na bułgarskie. Represje ze strony komunistów dosięgnęły znaczną część Turków.
Po 1985 roku, pod wpływem reform w ZSRR zainicjowanych przez Michaiła Gorbaczowa, bułgarski rząd prowadził politykę tzw. głasnosti i pieriestrojki. W jej ramach zliberalizowano gospodarkę, wprowadzono nową ordynację wyborczą - zezwalającą na zgłaszanie większej liczby kandydatów niż jest miejsc do obsadzenia - oraz przeprowadzono rehabilitację ofiar stalinizmu. Zmiany te nie były w stanie uratować gospodarki narodowej, która od lat 80. tkwiła w stagnacji. W 1988 roku powstały pierwsze opozycyjne wobec BPK ugrupowania. 10 listopada 1989 plenum KC BPK zdecydowało o dymisji Todora Żiwkowa z funkcji sekretarza generalnego. Datę tę uważa się dziś za początek transformacji ustrojowej w Bułgarii. Żiwkow wkrótce po dymisji został aresztowany, a jego następca, Petyr Mładenow, obrał kurs ku demokratyzacji i gospodarce rynkowej. Prowadził on liberalną politykę otwartą na dialog z opozycją. 15 grudnia tego samego roku komunistyczny rząd ogłosił amnestię wobec więźniów politycznych, a 29 grudnia cofnął przepisy represjonujące mniejszość turecką. Na początku roku rozpoczął dialog z opozycją skupioną w koalicji Związku Sił Demokratycznych. 15 stycznia 1990 roku partia komunistyczna zdecydowała o zniesieniu z konstytucji zapisu o przewodniej roli partii, a w kolejnym miesiącu w ramach liberalizacji gospodarki pozwolono na prowadzenie prywatnej gospodarki rolnej.
W kwietniu 1990 roku w miejsce partii komunistycznej utworzona została centrolewicowa Bułgarska Partia Socjalistyczna. Mładenow poprowadził socjalistów do startu w wyborach do Wielkiego Zgromadzenia Narodowego, które okazały się dla postkomunistycznego ugrupowania sukcesem. 15 listopada 1990 roku na łamach przemian ustrojowych zlikwidowano republikę ludową.